# Divisione No. 7 (Terranova e Labrador)
La Divisione No. 7 è una divisione censuaria di Terranova e Labrador, Canada di 35.501 abitanti.

## Comunità
- Town

Bonavista, Centreville-Wareham-Trinity, Clarenville, Dover, Duntara, Eastport, Elliston, Gambo, Glovertown, Greenspond, Happy Adventure, Hare Bay, Indian Bay, Keels, King's Cove, Little Catalina, Musgravetown, New-Wes-Valley, Port Blandford, Port Rexton, Salvage, Sandringham, Savage Cove-Sandy Cove, St. Brendan's, Terra Nova, Traytown, Trinity (Trinity Bay), Trinity Bay North